# Pieruszyce
Pieruszyce – wieś w Polsce położona w województwie wielkopolskim, w powiecie pleszewskim, w gminie Czermin.
W Pieruszycach urodził się ppłk Zygmunt Ertel (1890–1940) oraz zmarł Jan Brzeskot (1873–1937).
W latach 1975–1998 miejscowość administracyjnie należała do województwa kaliskiego.